# Moorden na de dood van Constantijn de Grote
De moorden na de dood van Constantijn de Grote of de Zuivering van 337 verwijzen of verwijst naar de executies die werden uitgevoerd in entourage van de nieuwe keizers, de zonen van Constantijn, Constantijn II, Constantius II en Constans I .

## Achtergrond
De vader van Constantijn, Constantius I Chlorus, was tweemaal getrouwd, de eerste maal met Helena, de moeder van Constantijn en een tweede maal trouwde hij met Flavia Maximiana Theodora, met wie hij zes kinderen kreeg. Het is in de tweede tak dat de afrekeningen plaatsvonden (zie stamboom). Eerst de twee stiefbroers van Constantijn, Julius Constantius en Flavius Dalmatius en daarna de zonen van Flavius Dalmatius, Dalmatius en Hannibalianus. Deze lijst is verre van volledig. Het is ook niet duidelijk wie de opdracht gaf en of wat het motief was. Men wijst graag naar de langst levende, Constantius II en het streven naar alleenheerschappij.

## Stamboom

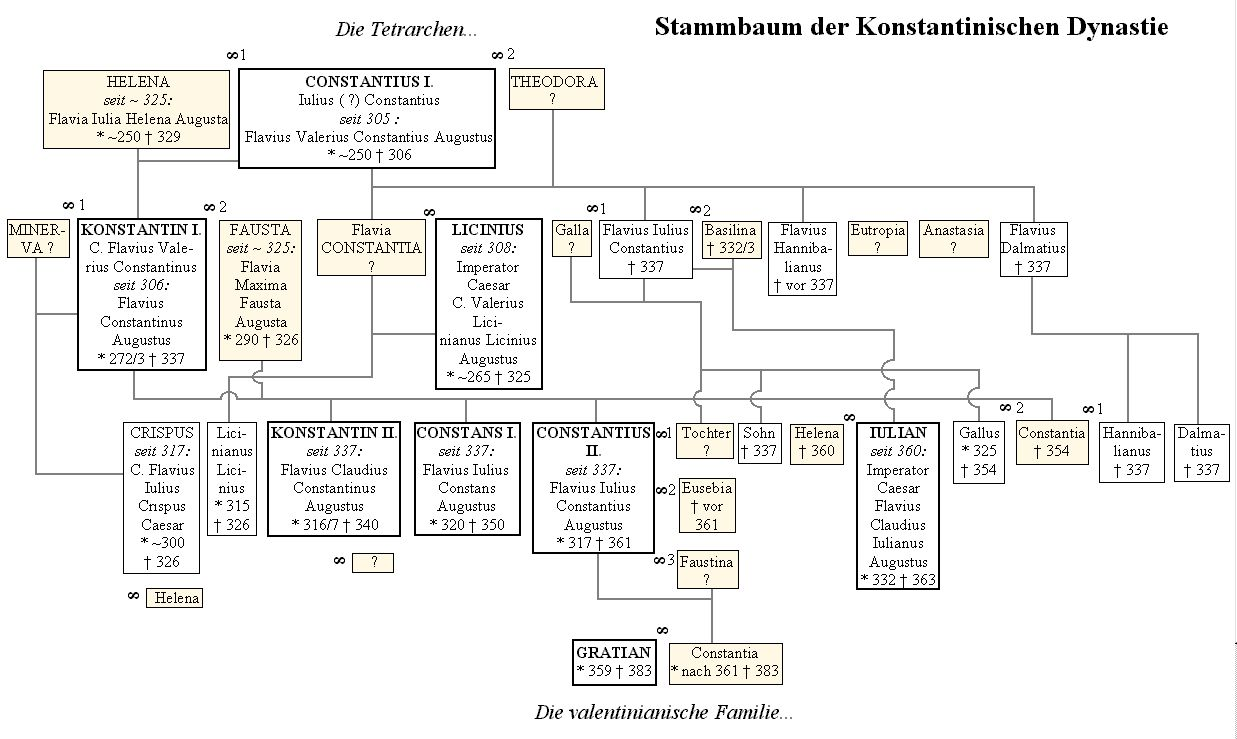
Constantijnse dynastie